# Urtica fissa
Urtica fissa é uma erva perene ereta nativa de córregos e florestas tropicais da China.
É monóica, possui ambos os órgãos sexuais e raramente possui um órgão sexual (dioica).

## Crescimento
As folhas de urtiga geralmente são triangulares e opostas, e longas, 5–12 cm (2.0–4.7 in), com margens serrilhadas e pêlos urticantes.